# زبان اشاره عربی شامی
زبان اشاره عربی شامی یا زبان اشاره سوری-فلسطینی زبان اشاره‌ای است که توسط ناشنوایان و کم شنوایان در اردن، فلسطین، سوریه و لبنان استفاده می‌شود.
ای زبان دارای چهار گویش زیر است:
- زبان اشاره اردنی
- زبان اشاره فلسطینی
- زبان اشاره سوریه‌ای
- زبان اشاره لبنانی